# スミス (映像作家)
スミス（Smith、1975年 - ）は、日本の映像作家、MV監督である。武蔵野美術大学卒業。emma所属。

## 主な監督作品
- 藍坊主「コイントス」
- アカシック「愛×Happy×クレイジー」
- 綾小路翔と森山直太朗「ライバルズ」
- いきものがかり「じょいふる」「笑ってたいんだ/NEW WORLD MUSIC」「Sweet! Sweet! Music!」「ときめき」
- いとうせいこう&POMERANIANS≡「Check mates」
- AKB48「KONJO」「ひと夏の反抗期」
- NMB48「君と出会って僕は変わった」「高嶺の林檎」「どしゃぶりの青春の中で」「イビサガール」「らしくない」「休戦協定」「パンキッシュ」「ロマンティックスノー」「心の文字を書け!」「サヨナラ、踵を踏む人」「片想いよりも思い出を…」「フェリー」「虹の作り方」「僕はいない」「真夜中の強がり」「僕だって泣いちゃうよ」「恋なんかNo thank you!」「シダレヤナギ」「好きだ虫」「人生は長いんだ」
- 大塚愛「ド☆ポジティヴ」
- ORANGE RANGE「Anniversary Song 〜10th〜」「瞳の先に」

- ガガガSP「忘れられない日々」「晩秋」「祭りの準備」
- KANA-BOON「フルドライブ」「彷徨う日々とファンファーレ」「ぐらでーしょん feat. 北澤ゆうほ」
- 花譜「不埒な喝采」
- かりゆし58「ウクイウタ」「ナナ」「まっとーばー」「青春よ聴こえてるか」「潮崎」「愛を信じてる」「かりゆしの風」
- 氣志團「One Night Carnival (from「3.30氣志團原宿暴動」)」「SECRET LOVE STORY キラキラ! (LIVE Ver.)」「デリケートにキスして」「結婚闘魂行進曲『マブダチ』」「黒い太陽」「族 from『氣志團列島-Japanolmania』」「恋人」「夢見る頃を過ても」「俺達には土曜日しかない」「You & Me Song」「One Night Carnival 2013」「喧嘩上等」「幸せにしかしねーから」「Don’t Feel,Think!!」「我ら思う、故に我ら在り」「先輩」
- 氣志團ときただにひろし「ウィーキャン」
- キャプテンストライダム「LONE STAR」「わがままチャック」「人間ナニモノ!?」「愛の言葉」
- 空想委員会「八方塞がり美人」
- ケツメイシ「僕らの暮らしっく」
- ゲビル「だから今夜」
- 甲本ヒロト「天国生まれ」
- 剛力彩芽「くやしいけど大事な人」
- コダマセントラルステーション 「I AM SUPERSTAR」
- GOLLBETTY「Snow Fall」

- 斉藤和義「ずっと好きだった」「やさしくなりたい」
- 在日ファンク「きず」「爆弾こわい」「嘘」
- SILENT SIREN「チェリボム」「ハピマリ」「八月の夜」
- SOUTH BLOW「スターダスト」
- 桜塚やっくん「1000％SOざくね?」「ゲキマジムカツク」
- ザ・クロマニヨンズ「土星にやさしく」「エイトビート」「グリセリン・クイーン」「炎」
- サザンオールスターズ「BOHBO NO.5」
- ザ・チャレンジ「花金ダンス」
- the telephones「Monkey Discooooooo」
- THE BAWDIES「A NEW DAY IS COMIN'」
- ザ・マスミサイル「今まで何度も」「君がいてくれてよかった」「拝啓」「教科書」
- The Mirraz「真夏の屯田兵～yeah! yeah! yeah!～」
- サラブレンド「優しい光」
- 七人のカリスマ「めちゃめちゃカリスマ」「カリスマ1週間」「おつカリスマ!忘年会」「カリスマピクニック」「カリスマ・イン・ダ・ハウス」「カリスマジャンボリー」
- cinema staff「希望の残骸」
- 篠崎愛「口の悪い女」
- 島谷ひとみ「Neva Eva」
- TEAM SHACHI「グラブジャムン」
- ジャパハリネット「対角線上のアリア」
- 湘南乃風「晴伝説」
- 少年カミカゼ「MUSIC VIBE.06〜feat.DJ SHUHO〜」「SAKURA re CAPSULE」「alneo」「Colony」
- serial TV drama「ユニコーンの角」「愛が止まらない-Turn It Into Love-」
- 神聖かまってちゃん「フロントメモリー feat.川本真琴」「自分らしく」
- SKY-HI「Double Down」
- ZUKAN「ハイジ」「シャイン」
- SCANDAL「ピンヒールサーファー」
- 鈴村健一「HIDE-AND-SEEK」
- Snow Man「ナミダの海を越えて行け」
- SPARTA LOCALS「IdOL」

- 高田梢枝「秘密基地」
- Dancing Dolls「湾岸ワンダーダーリン」「ミチノセカイへ」
- チームしゃちほこ「首都移転計画」「愛の地球祭」「いいくらし」「チームしゃちほこの野菜生活体操」「BASYAUMA ROCK」
- 超特急「Call My Name」
- 土屋アンナ＜愛愛傘＞氣志團「STEP IN TO THE NEW WORLD!」
- DJ OZMA「アゲ♂アゲ♂EVERY☆騎士」「夏も!!アゲ♂アゲ♂ENDLESS☆騎士」「純情〜スンジョン〜」「One Night」「疾風迅雷〜命BOM-BA-YE〜」「E.YO.NE!!」「Lie-Lie-Lie」「Spiderman」「六本木ツンデレラ」「人気者でいこう！」
- でんぱ組.inc「でんぱーりーナイト」「WWDBEST(最上もがパート)」
- tou tou「星占いの歌」
- ドラマチックアラスカ「世界の始まり」
- AAA「CALL」

- ナイス橋本「マイ★フレンド」
- 夏の魔物「恋愛至上主義サマーエブリデイ」「東京妄想フォーエバーヤング」「魔物、BOM-BA-YE 〜魂ノ覚醒編〜」
- NICO Touches the Walls「THE BUNGY」「ローハイド」
- Negicco「愛、かましたいの」
- KNOCK OUT MONKEY「GOAL」
- NEWS「Touch」

- hy4_4yh「ティッケー大作戦!〜YAVAY」
- パスピエ「メーデー」
- ばってん少女隊「すぺしゃるでい」「MEGRRY GO ROUND」
- HALCALI「It's PARTY TIME」
- bump.y「ガラゲッチャ〜GOTTA GETCHA〜」
- HiGE「テキーラ!テキーラ!」
- ヒステリックパニック「シンデレラ・シンドローム」
- ビッケブランカ「Slave of Love」「ウララ」「まっしろ」
- 日向坂46「卒業写真だけが知ってる」「Love yourself!」
- 微熱DANJI「涙BOY 涙GIRL」「甘い眩暈」
- FUNKY MONKEY BABYS「ちっぽけな勇気」
- 風味堂「ナキムシのうた」「眠れぬ夜のひとりごと」「楽園をめざして」「クラクション・ラブ」
- 04 Limited Sazabys「My HERO」
- 藤澤ノリマサ「ダッタン人の踊り」
- フジファブリック「TAIFU」「花屋の娘」「銀河」「桜の季節」「赤黄色の金木犀」「陽炎」「Birthday」「Surfer King」「若者のすべて（LIVE ver.）」「Sugar!!」「流線形」「フラッシュダンス」「バタアシParty Night」「Girl! Girl! Girl!」
- フジファブリック×フレデリック「瞳のランデヴー」
- PLASTIC LOVE「CRAZY」「TRUE TRUE LOVE」
- フレデリック「オドループ」「オワラセナイト」「トウメイニンゲン」「ハローグッバイ」「リリリピート」「かなしいうれしい」「名悪役」
- FLOW「常夏エンドレス」「FROGS」「愛愛愛に撃たれてバイバイバイ」「INNOSENSE」
- Hey! Say! JUMP「真剣SUNSHINE」
- Base Ball Bear「SYUUU」
- POLYSICS「MEGA OVER DRIVE」

- マキシマムザホルモン「ぶっ生き返す!!」｢絶望ビリー」「恋のメガラバ」「爪爪爪」
- MICA 3 CHU「I DON'T KNOW」
- MUCC「ホリゾント」
- ももいろクローバーZ「あんた飛ばしすぎ!!」｢走れ！-PLAY ACTIVE！2022 ver.-」「MONONOFU NIPPON feat. 布袋寅泰」
- MONKEY MAJIK「If」「Story」「夏の情事」(monkey majik×吉田兄弟)「Delicious」

- 矢井田瞳「モノクロレター」「Go my way」「初恋」
- 夢みるアドレセンス「くらっちゅサマー」「舞いジェネ!」「ファンタスティックパレード」

- ラストアイドル「Everything will be all right」
- Little Glee Monster「放課後ハイファイブ」
- 龍宮城「Mr.FORTUNE」「RONDO」「2 MUCH」

### スミネム
夢眠ねむとの映像制作ユニット「スミネム」名義の作品。
- Base Ball Bear「そんなに好きじゃなかった」
- さよならポニーテール「新世界交響楽」
- LinQ「ウェッサイ!!ガッサイ!!」
- でんぱ組.inc「ノットボッチ…夏」
- PUFFY「パフィピポ山」
- 寺嶋由芙「わたしになる」[1]

## テレビドラマ
- ぼくは麻理のなか（2017年・監督）
- 下北沢ダイハード（2017年・監督）第3回、第5回、第9回
- 青と僕（2018年・監督）
- グッド・バイ（2018年・監督）
- 文学処女（2018年・監督）
- tourist ツーリスト（2018年・監督）第2話
- コーヒー＆バニラ(2019年)
- JOKER×FACE（2019年・監督）
- ねぇ先生、知らないの?（2019年）（総監修）
- love⇄distance（2020年・監督）
- アンラッキーガール!（2021年・監督）
- 青野くんに触りたいから死にたい （2022年・監督）
- 警視庁考察一課（2022年・監督）第3話、第8話
- 恋と弾丸（2022年・監督）第1話、第2話、第8話、第9話
- ケンシロウによろしく（2023年・監督）第5話、第6話、第8話、第10話

## ネットドラマ
- -50kgのシンデレラ（2022年・監督）第1話、第2話、第7話、最終話
- ギルガメッシュFIGHT（2022年・監督）第1話、第2話、最終話
- 【推しの子】（2024年・監督）第1話、第2話、第5話、第6話、最終話

## 映画
- 【推しの子】-The Final Act-（2024年・監督）